# Харас Эль-Ходуд
«Ха́рас Эль-Ходу́д» (рус. «Пограничник») — египетский футбольный клуб из Александрии. Основан в 1950 году. Домашние матчи проводит на стадионе «Харас Эль-Ходуд», вмещающем 22 000 зрителей.

## История
«Харас Эль-Ходуд», основанный в 1950 году, ранее был известен как «Савахель». Сезон 1963/64 стал первым для команды в главной египетской лиге. «Савахель» финишировал пятым в своей группе из 12 команд, сумев добыть гостевую ничью (3:3) в матче с будущим чемпионом, «Замалеком». Лучшим бомбардиром команды в том сезоне стал Анвар Шехата с 19-ю забитыми голами (пятое место в общем списке). В следующем чемпионате, число участников которого было сокращено с 24 до 12, «Савахель» занял последнее место. При этом он обыграл дома (3:2) и сыграл вничью в гостях (0:0) с «Замалеком», чемпионом Египта по итогам сезона. «Савахель» набрал с командами «Эль-Кана» и «Суэц» одинаковое количество очков, и поэтому последовал дополнительный турнир на вылет, в котором александрийская команда проиграла оба своих матча и вылетела из главной египетской лиги.
В Сезоне 2002/03 клуб уже под названием «Харас Эль-Ходуд» впервые за долгие годы вновь играл на высшем уровне, заняв по итогам чемпионата пятое место. Чемпионат 2004/05 «Харас Эль-Ходуд» и вовсе закончил на третьем месте. Следующие 6 сезонов александрийская команда неизменно финишировала в первой половине турнирной таблицы. 20 сентября 2005 года команда разгромила у себя дома «Замалек» со счётом 5:0. В 2009 году «Харас Эль-Ходуд» выиграл Кубок Египта, в 1/8 одолев «Аль-Ахли» со счётом 1:0, а в финале — ЕНППИ в серии послематчевых пенальти. 21 июля того же года клуб выиграл Суперкубок Египта, одолев «Аль-Ахли» со счётом 2:0. В 2010 году «Харас Эль-Ходуд» вновь побеждает в Кубке Египта, оказавшись точнее в серии пенальти в финале против «Аль-Ахли».
С 2006 по 2011 год «Харас Эль-Ходуд» четырежды принимал участие в розыгрыше Кубка Конфедерации КАФ, трижды останавливаясь на стадии четвертьфинального группового этапа.
Когда в феврале 2012 года чемпионат был прерван и не доигран из-за трагедии на стадионе в Порт-Саиде, «Харас Эль-Ходуд» шёл лидером первенства. По итогам сезона 2015/16 александрийцы заняли предпоследнее место и вылетели во Второй дивизион.

## Достижения
- Кубок Египта: 2

2008/09, 2009/10
- Суперкубок Египта: 1

2009
Финалист: 2010

## Международные соревнования
- Кубок Конфедерации КАФ: 5

2006 — Второй раунд
2008 — Четвертьфинал
2009 — Четвертьфинал
2010 — Четвертьфинал
2011 — 1-й раунд 1/8 финала